# Sulla via di Damasco
Sulla via di Damasco è un programma televisivo italiano di approfondimento culturale e religioso dedicato al tema del cattolicesimo, trasmesso da Rai 2 a partire dal 2002 e condotto dal 2004 da Giovanni D'Ercole e dal 20 gennaio 2019 da Eva Crosetta.
Dal 12 giugno 2022 è in onda la domenica mattina su Rai 3, sempre con Eva Crosetta.

## Il programma
La trasmissione, nata nel 2002-2003 sulle ceneri dei precedenti Prossimo tuo, Millennium e Terzo Millennio, ha avuto per le prime due stagioni il formato del reportage monografico (dai 30 ai 50 minuti), ponendosi come trasmissione di approfondimento culturale e spirituale, realizzando servizi in Italia e fuori da essa. Dal 2004 diventa una trasmissione in studio con il contributo di filmati e ospiti. Dal 2014 la durata è annuale e si è arricchito dei profili social ufficiali Twitter e Facebook.

## Crediti
Il programma è stato ideato e condotto fino al 5 gennaio 2019 dal vescovo Giovanni D'Ercole. Il programma è stato ideato dallo stesso Giovanni D'Ercole, che ne è autore con Vito Sidoti e Roberto Milone (quest'ultimo fino al 2013). 
D'Ercole nel 2019 ha passato il testimone alla conduttrice Eva Crosetta. Il programma è a cura di Annarita Trimarchi, il produttore esecutivo è Anna Santopadre. Dal 2008 il programma ha come collaboratore don Davide Banzato che è stato anche inviato nei servizi in esterno dal 2010 al 2015.
Attualmente collaborano con l'autore Vito Sidoti anche Domitia Caramazza ed Emiliano Fiore; come registi Marina Gambini, Raffaele Genovese, Alessandro Rosati, Paola Vannelli, Maria Cristina Buttà. Il programma è realizzato presso lo Studio 1 della Rai in via Teulada.